# 黒田忠之
黒田 忠之（くろだ ただゆき）は、江戸時代前期の大名。筑前国福岡藩2代藩主。江戸三大御家騒動の一つ、黒田騒動の原因を作った当主として記録に残る。

## 生涯
慶長7年（1602年）11月9日、福岡藩初代藩主・黒田長政と継室・栄姫（大涼院・徳川家康養女）の嫡男として筑前福岡城内の藩筆頭家老・栗山利安の屋敷にて生まれる。のち駿府城において、長政と共に将軍・徳川家康に拝謁している。
慶長19年（1614年）、大坂冬の陣では長政が幕府から江戸城留守居を命じられたため、代わりに出陣している。長政はその際、関ヶ原の戦いの折に家康より拝領した金羊歯前立南蛮鉢兜を忠之に与え、1万の軍を率いさせている。

### 福岡藩2代藩主
元和9年（1623年）、徳川家光将軍宣下の先役を命じられた長政と京都へ同行したが、長政が報恩寺にて病により死去し、家督を継ぐ。当初、江戸幕府2代将軍・徳川秀忠から偏諱を授かり、忠長（ただなが）や忠政（ただまさ）を名乗っていたが、この時に忠之に改めた。以後、徳川将軍家は福岡藩の歴代藩主・嫡子に松平の名字と将軍の偏諱を授与していく。
また、父の遺言で弟の長興に5万石（秋月藩）、高政に4万石（東蓮寺藩）を分知した。これにより石高は43万3千余石となった。

### 黒田騒動
忠之は生まれながらの大藩の御曹司であり、祖父や父とは違い、性格も奔放でわがままであったという。外見は華美で派手なものを好み、藩の財力でご禁制の大型船舶「鳳凰丸」などを建造したり、自らの側近集団を組織し、倉八正俊、郡慶成らを重用した。一方で筑前六端城（領内主要6拠点の支城）城主を始め、父・長政時代からの重臣たちと対立し、忠之は所領減封や改易などの強硬策をとった。
寛永9年（1632年）、六端城の一つ・麻底良城の城主・栗山利章（大膳）によって幕府に「黒田家、幕府に謀反の疑いあり」と訴えられ、黒田家は改易の危機に立たされた。いわゆる黒田騒動である。3代将軍・徳川家光は自ら裁定を下し、栗山の訴えは「精神的に異常であり藩主への逆恨み」と裁断し、のち幕命により倉八は高野山、栗山は盛岡藩南部家へ預けられ追放された。藩主黒田家はお咎めなし（正確には名目上いったん改易後、旧領に再封する形を取った）であったが、このこともあり、長政と懇意の仲であった幕府老中の安藤直次、幕府古老・成瀬正虎らから連署で忠之へ書状が送られ、「御父上のように年寄どもとご相談の上」藩政を進めるように促された。その結果、忠之の側近政治は弱められ、福岡藩の政治は元の「重臣を中心とした合議制」色が強くなった。
寛永14年（1637年）、島原の乱に出陣し、武功を挙げる。
寛永18年（1641年）、江戸幕府が海外貿易の窓口として長崎を（いわゆる鎖国）幕府直轄地（長崎奉行地）に定めると、肥前佐賀藩鍋島家と交代で、長崎警護の幕命を受ける。忠之は長崎に警護屋敷、港を造営し、末次家や伊藤家、藩御用大賀家など数多くの博多商人も長崎と博多を船で往来するようになる。また、このことにより福岡藩の江戸参勤に於ける回数、当主の江戸滞在期間短縮など幕府から優遇を受ける。
承応3年（1654年）2月12日、福岡城にて死去した。享年53（満51歳没）。跡を長男・光之が継いだ。

## 人物
- 忠之は高野山真言宗を信仰していたために、菩提寺を父の禅宗寺院崇福寺ではなく、空海が開いた博多の東長寺にするように遺言を残した。東長寺墓所の石塔は国内で2番目に巨大なものである。また江戸においては麻布に瑠璃山正光院を開基、また中屋敷には父・長政の菩提を弔い興雲院（現在の祥雲寺）を開基している。
- 空誉守欣の弟子を小姓として差し出すように命じて断られた為に、空誉を残虐な方法（背中を太刀で切り割り、そこに熱く溶けた鉛を流し込む）で処刑したとされる。
- 糸島市に、黒田家祀社の桜井神社を創建した。忠之は島岡大明神として祀られる。
- 細川家文書によれば、当初は藤堂高虎の娘を正室に迎える予定だったというが、徳川秀忠の養女を正室に迎えた（高虎の娘は蒲生忠郷の未亡人である亀姫のこととされ、最終的に縁組が実現しなかったことから専修寺堯朝に再嫁したという[3]）。
- 徳川将軍家から忠之に下賜された「短刀銘則国」（重要美術品）が、最上義光歴史館に所蔵されている。
- 博多の豪商、神屋宗湛から父・長政の遺言と称して、名物茶器「博多文琳」を黄金2000両の代価で召し上げ、代々黒田家の家宝となった。福岡市美術館所蔵。
- 福岡市中央区に鎮座する光雲神社の摂社堅磐神社に先祖重隆、職隆らと共に祀られる[4]。

## 系譜
- 父：黒田長政（1568 - 1623）
- 母：栄姫（1585 - 1635）、ねね姫、大凉院 - 徳川家康の養女、保科正直の娘
- 正室：梅渓院（1606 - 1628）、久姫 - 徳川秀忠の養女、松平忠良の次女
- 継室：養照院 - 坪坂氏
  - 長男：黒田光之（1628 - 1707）
  - 次男：黒田之勝（1634 - 1663） - 黒田高政の養子
- 養子
  - 女子：通 - 黒田之勝継室、池田輝興の娘

## 関連作品
- 『黒田騒動』（映画、1956年、演：片岡栄二郎）
- 『主家滅ぶべし』（小説、滝口康彦、文藝春秋 、1979年）